# اتل عدنان
اتل عدنان (عربی: إيتيل عدنان؛ زادهٔ فوریه ۱۹۲۵ – ۱۴ نوامبر ۲۰۲۱) شاعر، جستارنویس و هنرمند تجسمی لبنانی-آمریکایی بود. در سال ۲۰۰۳، عدنان توسط مجله آکادمیک MELUS: Multi-Ethnic Literature of the United States به عنوان «مشهورترین و موفق‌ترین نویسنده عرب آمریکایی امروزی» معرفی شد.
عدنان علاوه بر آثار ادبی خود، آثار بصری در رسانه‌های مختلف، مانند نقاشی‌های رنگ روغن، فیلم‌ها و ملیله‌ها ساخته که در گالری‌های مختلفی از سراسر جهان به نمایش گذاشته شده‌اند.

## افتخارات
- ۱۹۷۷: جایزه France-Pays Arabes را برای رمان Sitt Marie Rose دریافت کرد.[۲]
- ۲۰۱۰: جایزه کتاب عرب آمریکایی را برای مجموعه داستان Master of the Eclipse دریافت کرد.[۳]
- ۲۰۱۳: مجموعه شعر او با نام دریا و مه برنده جایزه کتاب کالیفرنیا برای شعر شد.[۴]
- ۲۰۱۳: برنده جایزه ادبی لامبدا.[۵]
- ۲۰۱۴: توسط دولت فرانسه به عنوان یک نشان هنر و ادب نامگذاری شد.[۶]
- ۲۰۲۰: مجموعه شعر تایم، گزیده‌ای از آثار عدنان که سارا ریگز از فرانسه ترجمه کرده است، برنده جایزه شعر گریفین شد.[۷]